# Ракитишу (Бакау)
Ракитишу (рум. Răchitișu) насеље је у Румунији у округу Бакау у општини Стругари. Oпштина се налази на надморској висини од 325 m.

## Становништво
Према подацима из 2002. године у насељу је живело 436 становника, од којих су сви румунске националности.